# Nephesa bistrigutata
Nephesa bistrigutata är en insektsart som först beskrevs av Stsl 1863.  Nephesa bistrigutata ingår i släktet Nephesa och familjen Flatidae. Inga underarter finns listade i Catalogue of Life.